# Đỗ Nguyễn Lan Hà
Đỗ Nguyễn Lan Hà (sinh ngày 25 tháng 5 năm 1988 tại Quảng Trị) là một nữ diễn viên điện ảnh Việt Nam. Hà nổi tiếng với vai Mai trong bộ phim Trái tim bé bỏng của đạo diễn Nguyễn Thanh Vân năm 2007. Vai diễn mang lại cho cô danh tiếng và hai giải thưởng "Nữ diễn viên chính xuất sắc nhất - phim truyện điện ảnh"  tại Cánh diều vàng (2007) và Liên hoan phim Việt Nam (2009).

## Tiểu sử
Khi Đỗ Nguyễn Lan Hà là sinh viên năm cuối khoa Sư phạm nhạc của Học viện nghệ thuật Huế, cô đến với điện ảnh một cách tình cờ nhưng đã để lại nhiều ấn tượng qua hai bộ phim Đời cát và Trái tim bé bỏng của đạo diễn Nguyễn Thanh Vân.
Khi sự nghiệp đang thành công rực rỡ thì cô lại quyết định lên xe hoa với chú rể Hoàng Phương, hơn cô 5 tuổi. Sau khi kết hôn Lan Hà dần dần vắng bóng trên màn ảnh nhỏ, cô lui về chăm sóc gia đình.

## Các phim tham gia
- Đời cát (1999) - Đạo diễn Nguyễn Thanh Vân
- Chuyện ở xóm Chài (2003)[3]
- Trái tim bé bỏng (2007) - Đạo diễn Nguyễn Thanh Vân
- Thành phố trống (2008) - Đạo diễn Mỹ Dung[4]